# Lista de prefeitos de Poço Branco
Esta é a lista de prefeitos de Poço Branco, município brasileiro do estado do Rio Grande do Norte.
| Nº | Prefeito                               | Imagem                            | Partido                               | Início de mandato     | Fim de mandato         | Vice-prefeito                            | Observações                     |
| -- | -------------------------------------- | --------------------------------- | ------------------------------------- | --------------------- | ---------------------- | ---------------------------------------- | ------------------------------- |
| 1  | Valban Bezerra de Farias               |                                   | UDN                                   | 24 de janeiro de 1965 | 31 de janeiro de 1970  | —                                        | Prefeito nomeado                |
| 2  | Ivan Cardoso de Carvalho               |                                   | ARENA                                 | 31 de janeiro de 1970 | 31 de janeiro de 1973  | José Francisco de Souza                  | Prefeito e vice eleitos         |
| 3  | João Ferreira da Cruz Filho            |                                   | ARENA                                 | 31 de janeiro de 1973 | 31 de janeiro de 1977  | Marisa Ayres de Melo                     | Prefeito e vice eleitos         |
| 4  | José Francisco de Souza                |                                   | ARENA                                 | 31 de janeiro de 1977 | 31 de janeiro de 1983  | Éraquio Alves de Lima                    | Prefeito e vice eleitos         |
| 5  | João Ferreira da Cruz Filho            |                                   | PMDB                                  | 31 de janeiro de 1983 | 31 de dezembro de 1988 | José Sebastião Sobrinho                  | Prefeito e vice eleitos         |
| 6  | José Sebastião Sobrinho                |                                   | PMDB                                  | 1 de janeiro de 1989  | 31 de dezembro de 1992 | João Teixeira do Nascimento              | Prefeito e vice eleitos         |
| 7  | José de Arimatéia da Cunha             |                                   | PFL                                   | 1 de janeiro de 1993  | 31 de dezembro de 1996 | José Maurício de Menezes Filho           | Prefeito e vice eleitos         |
| 8  | Francisco Fernandes do Nascimento      |                                   | PL                                    | 1 de janeiro de 1997  | 31 de dezembro de 2000 | Roberto Lucas de Araújo                  | Prefeito e vice eleitos         |
| 9  | João Maria de Góis                     |                                   | PPB                                   | 1 de janeiro de 2001  | março de 2004          | Roberto Lucas de Araújo                  | Prefeito eleito e vice reeleito |
| 10 | Roberto Lucas de Araújo                |                                   | PPS                                   | março de 2004         | 31 de dezembro de 2008 | —                                        | Vice-prefeito eleito no cargo   |
| 10 | Roberto Lucas de Araújo                | Francisco Fernandes do Nascimento | PPS                                   | março de 2004         | 31 de dezembro de 2008 | Prefeito reeleito e vice eleito          |                                 |
| 11 | José Maurício de Menezes Filho         |                                   | PMN                                   | 1 de janeiro de 2009  | 31 de dezembro de 2016 | Nilse Cavalcante da Silva                | Prefeito e vice eleitos         |
| 11 | José Maurício de Menezes Filho         | PSD                               | Percivaldo de Paiva Cavalcanti Júnior | 1 de janeiro de 2009  | 31 de dezembro de 2016 | Prefeito reeleito e vice eleito          |                                 |
| 12 | Waldemar Horácio de Góis Neto          |                                   | DEM                                   | 1 de janeiro de 2017  | 31 de dezembro de 2020 | Ana Cristina Galdino de Souza Cavalcanti | Prefeito e vice eleitos         |
| 13 | Edi Carlos Alexandre de Souza Oliveira |                                   | PROS                                  | 1 de janeiro de 2021  | até a atualidade       | Nilse Cavalcante da Silva                | Prefeito e vice eleitos         |
| 13 | Edi Carlos Alexandre de Souza Oliveira | PSD                               | José Maurício de Menezes Netto        | 1 de janeiro de 2021  | até a atualidade       | Prefeito reeleito e vice eleito          |                                 |